# Каули Васт
Каули Васт (на френски: Kauli Vaast) e френски професионален сърфист от Френска Полинезия, носител на златен медал по сърф от Олимпийските игри в Париж.

## Биография
Васт е роден на 26 февруари 2002 г. в Таити. Има по-малки брат и сестра; сестра му също е професионална сърфистка.
Васт започва да кара сърф с баща си, когато е едва на 4 години, а от 6-годишен кара самостоятелно.
Васт е шампион при младежите от 2017, 2019 и 2020 г.
През 2024 г. става посланик на френската модна къща „Диор“.